# Dolní Újezd (Olomouc)
Dolní Újezd (in tedesco Unter Augezd) è un comune della Repubblica Ceca facente parte del distretto di Přerov, nella regione di Olomouc.